# 薙刀社青春日記
《薙刀社青春日記》（日语：あさひなぐ）是小崎亞衣所著的日本校園漫畫作品，以日本傳統武道女子薙刀為題材，講述高中生東島旭加入薙刀社的故事。漫畫在《Big Comic Spirits》2011年8月號開始連載，並獲第60屆小學館漫畫獎的一般向部門賞。
2017年宣佈改編成舞台劇及真人電影，角色多由乃木坂46成員演出，其中主角東島旭的飾演者，分別由齋藤飛鳥與西野七瀨擔綱。

## 故事簡介
二坂高校新生東島旭，標準的文化系女孩，初中時為美術社社員的她，進入高中後，突想嘗試運動性社團，此時學姊一句：「薙刀是高中社團的美國夢！即使不擅長運動的人也能因此轟動全國！」的話語，讓她振奮不已，當即決定加入薙刀社。嚴密的基礎訓練雖令她叫苦連天，但靠着堅毅精神慢慢茁壯成隊中骨幹，與社員們一起朝著全國大賽拚命努力。
作者在連載前沒有任何薙刀相關經驗，主角形象即源自作者本人，作者高中時便隸屬美術社，為取材而花了一年學習薙刀。

## 登場角色

### 二坂高校
位於東京都八王子市的高中。

#### 薙刀社
東島旭（とうじま あさひ，Tojima Asahi）
故事開始為一年級新生。矮小瘦瘠，體能乏劣，從未參加過運動社團，因緣際會下加入薙刀社，憑著一股不屈不撓的鬥志淬勵自己，盼能觸及真春一分。
一見鍾情於夏之，在他面前總是怦然無措。
紺野櫻（こんの さくら，Konno Sakura）
小旭的同級生，身材頎長，觀察敏銳，說話尖刻，容易得意忘形。家境富裕且備受溺愛，一度遇上撞牆期而退社，但仍想探尋「特別之物」而復歸，並從繪里手中接任社長。
與聖泉對戰時，從對手的伎倆中，勘悟招式「如意」——以穩固的下盤為軸，打擊剎那鬆放掌心、推動刀柄，使之擊得更遠。小櫻但憑此招而如虎添翼，端然自詡為「平成巴御前」。
八十村將子（やそむら しょうこ，Yasomura Shoko）
小旭的同級生，性格粗暴，爭強好勝。曾是劍道選手，但自責身為奪勝關鍵卻未盡力，從此遠離，而今欲捲土重來。
在預選賽中敗給小旭，悵惘之餘痛定思痛，遂認可小旭為對手。
宮路真春（みやじ まはる，Miyaji Maharu）
二坂薙刀社二年級社員。容姿妍麗，刀術精湛，對薙刀以外的事物不屑一顧。氣魄非凡，是團內勝利的干城，提攜小旭不遺餘力。
新人賽時與一堂再次對戰，鏖戰許久，惟一時踉蹌而吞下生涯首敗，為此大受刺激的她，訓練比以往更加劇烈，卻埋下日後前十字韌帶損裂的種因，看得眾人猛省，不能再倚賴真春。
野上繪里（のがみ えり，Nogami Eri）
二坂薙刀社二年級社長。擅長制定戰略，是謀定而後動的類型。
在高三即將引退時，意識到學業與職務兼顧之難，權衡利弊後，為專注競賽，將社長之位讓與小櫻。
大倉文乃（おおくら ふみの，Okura Fumino）
二坂薙刀社二年級社員。體態豐腴，卻有著與之不符、堪稱矯捷的運動神經。
心寬體胖，像母親般守護著大家。
宮路夏之（みやじ なつゆき，Miyaji Natsuyuki）
真春的弟弟，牴觸湮沒在姊姊光環下而放棄薙刀，加入了網球社，但為小旭的活躍撼動而復歸，與姊姊的關係亦大為改善。
尊敬地戀慕小旭，決心拔得頭籌後告白。
愛知薙（あいち なぎ，Aichi Nagi）
二坂薙刀社新生社員，受母親薰陶，五歲即稔習薙刀。
等等力香代子（とどろき かよこ，Todoroki Kayoko）
二坂薙刀社新生社員，聲音洪亮，體格健壯，憨態可掬。
大工原唯（だいくはら ゆい，Daikuhara Yui）
二坂薙刀社新生社員，身材瘦弱，體能差勁，一如小旭初入社的模樣，甚至有過之無不及，深得共鳴的小旭，為此頗照應她。
敬愛小旭，並以她為目標。
水野（みずの，Mizuno）
二坂薙刀社三年級社長，預賽失利後抱憾引退。
井上淳子（いのうえ じゅんこ，Inoue Junko）
二坂薙刀社三年級社員，預賽失利後抱憾引退。
大友明子（おおとも あきこ，Otomo Akiko）
二坂薙刀社三年級社員，預賽失利後抱憾引退。
栗田紀子（くりた のりこ，Kurita Noriko）
二坂薙刀社三年級社員，預賽失利後抱憾引退。
豬又惠（いのまた めぐみ，Inomata Megumi）
二坂薙刀社三年級社員，預賽失利後抱憾引退。
小林老師（こばやし，Kobayashi）
二坂薙刀社顧問。薙刀外行，卻偏好裝腔作勢，讓社員們不勝其煩，雖然如此，仍不失為恪盡職守的好顧問。
福留靖子（ふくとめ やすこ，Fukudome Yasuko）
新人賽後由壽慶延薦的監督，前任全國大賽三冠王，靜子的大學前輩。現役時代為了勝利從來不擇手段，留下了狡猾的壞印象，被喚為「茨城的汙穢女忍」。
姿色冶豔，初時唯以賣弄風騷為能事，並宣稱是為釣金龜婿而引退，實際是為靜子負咎而去。

#### 網球社
氏家麻美子（うじいえ まみこ，Ujiie Mamiko）
網球社二年級社長，承襲歷來傳統，運動會上與薙刀社爭持不下。
森拓馬（もり たくま，Mori Takuma）
網球社一年級社員，輕浮好色，不知緣何癡纏將子。

### 國陵高校薙刀社
人數不足的一間弱小學校，在一年級王牌一堂寧寧的加入下，贏得東京都大賽，獲得了全國參賽權。
一堂寧寧（いちどう ねね，Ichido Nene）
國陵薙刀社一年級社員。追企著奈步的身影，預備就讀熊本東，但因搬家而夢想破滅，使得心高氣傲的她，挾著對新環境的扞格，與落居人後的挫敗感、奈步的移情，日益封閉心扉。
寒河江純（さがえ じゅん，Sagae Jun）
國陵薙刀社二年級社員，廣田引退後接任社長，溫婉的面容下，隱藏著渴望勝利的野心，為此不惜斷髮明志。
三須英子（みす えいこ，Misu Eiko）
國陵薙刀社二年級副社長，為純所誘而入社，亦步亦趨地跟隨純。
的林鵣（まとばやし つぐみ，Matobayashi Tsugumi）
國陵薙刀社一年級社員，家中經營防具店。看不慣一堂的傲慢無禮，亦有些嫉妒萬眾矚目的她。
廣田優美（ひろた ゆみ，Hirota Yumi）
國陵薙刀社三年級社長，帶著未能團結社員的悔恨引退。
森本薰（もりもと かおり，Morimoto Kaori）
國陵薙刀社三年級社員。
安藤真琴（あんどう まこと，Andou Makoto）
國陵薙刀社一年級社員，畏懼盛氣凌人的一堂。
桑川（くわがわ，Kuwagawa）
國陵薙刀社一年級社員，畏懼盛氣凌人的一堂。
原野監督（はらの，Harano）
國陵薙刀社監督，內海監督的大學後輩，對一堂桀驁的態度深感棘手。

### 聖泉學院薙刀社
位於麻布的貴族女子學校，與二坂為世仇。
森美壽壽（もり みすず，Mori Misuzu）
聖泉薙刀社二年級社長，待人趾高氣揚。
朝霞（あさか れい，Asaka Rei）
聖泉薙刀社二年級副社長兼軍師，詭計多端。
藥師丸裕美（やくしまる ひろみ，Yakushimaru Hiromi）
聖泉薙刀社一年級社員。身材魁梧，力大無窮，卻怯聲怯氣。與小旭相識於升段審查，受其鼓舞，方有了昂首挺胸的自信心。
富岡（とみおか，Tomioka）
聖泉薙刀社三年級社長，氣焰囂張。
仲村梓（なかむら あずさ，Nakamura Azusa）
聖泉薙刀社三年級社員。
米倉愛香（よねくら あいか，Yonekura Aika）
聖泉薙刀社三年級社員。
森惠實（もり えみ，Mori Emi）
聖泉薙刀社三年級社員。
工藤友美（くどう ともみ，Kudo Tomomi）
聖泉薙刀社三年級社員，身形龐然，卻度量狹隘。預賽時暗踩真春一腳，惹惱真春使出上段將其擊殺。
小杉紗江子（こすぎ さえこ，Kosugi Saeko）
聖泉薙刀社新生社員。
佐佐木玲子（ささき れいこ，Sasaki Reiko）
聖泉薙刀社新生社員。

### 櫻秀館大附属高校薙刀社
一所以軍事化管理的薙刀名校，社員們一律須推剪短髮。
內野玲（うちの れい，Uchino Rei）
櫻秀館大薙刀社二年級社長，一直耿耿於懷敗給小旭，從而質疑老師的指導。
室井浩子（むろい ひろこ，Muroi Hiroko）
櫻秀館大薙刀社一年級社員。
北原夏美（きたはら なつみ，Kitahara Natsumi）
櫻秀館大薙刀社一年級社員。
伊藤真子（いとう まこ，Ito Mako）
櫻秀館大薙刀社新生社員。

### 藤丘高校薙刀社
在國陵之前代表東京出席全國大賽的強校。薙刀社已有50年歷史。
新田桂香（にった けいか，Nitta Keika）
藤丘薙刀社新生社員。愛知薙的兒時好友，自小即被其母教授。馴順服從，是愛知監督的愛徒。
加藤貴子（かとう たかこ，Kato Takako）
藤丘薙刀社社長。
關明日美（せき あずみ，Seki Azumi）
藤丘薙刀社社員。
中本美紀（なかもと みき，Nakamoto Miki）
藤丘薙刀社社員。
山田由美（やまだ ゆみ，Yamada Yumi）
藤丘薙刀社社員，長於防守，拙於進攻。預選賽時與真春對壘，卻過於戰兢而不慎跌跤，順勢壓倒了真春，致使她本若懸絲的韌帶迸裂，幾有選手生命危殆之虞，而賽後的山田，則自覺愧恥難當，就此廢輟薙刀，黯然引退。
愛知正代（あいち まさよ，Aichi Masayo）
藤丘薙刀社監督，愛知薙之母。懊惱著親子間的隔閡，且不解女兒為何捨藤丘就二坂。

### 東洋明和高校薙刀社
乃木進太郎（のぎ しんたろう，Nogi Shintaro）
東洋明和薙刀社社長，宮路姊弟的青梅竹馬。看似風流倜儻的美男子，實則立志在男性間推廣薙刀。暗戀真春，決意勝過她後告白。
木根洋平（きね ようへい，Kine Yohei）
東洋明和薙刀社一年級社員。
一之瀨元氣（いちのせ げんき，Ichinose Genki）
東洋明和薙刀社一年級社員。

### 愛山高校薙刀社
毎年代表和歌山縣出席全國大賽的強校，目前正值青黃不接的時期。
辻野美雪（つじの みゆき，Tsujino Miyuki）
愛山薙刀社二年級社長。活力洋溢，是眾人的開心果。在前輩引退後，憂心社團無以為繼的處境，而社員們又多因循委蛇，鑑於此風不可長的她，憤而呵叱之，讓其有所警醒。
與國陵的純社長親暱無間，是最先讚賞小旭長處的人。
久保紗月（くぼ さつき，Kubo Satsuki）
愛山薙刀社一年級社員。心儀美雪，對惰氣瀰漫的社團同感不悅。
花田桃（はなだ もも，Hanada Momo）
愛山薙刀社社員。
押田淳子（おしだ じゅんこ，Oshida Junko）
愛山薙刀社社員。
關友枝（せき ともえ，Seki Tomoe）
愛山薙刀社社員。
真貝（まがい，Magai）
愛山薙刀社社員。
內海監督（うつみ，Utsumi）
愛山薙刀社監督，原野監督的大學前輩。

### 熊本東高校薙刀社
位於熊本縣的高中。在全國大賽蟬聯優勝的豪強名校，社員們多育自精英道場。
戶井田奈步（といだ なほ，Toita Naho）
熊本東薙刀社主將。薙刀界的霸者，一堂的仰慕對象，真春的勁敵。為挖掘人才而訪遍各大道場，對強者另眼相待，對弱者則絕情寡義，因此造成多人退社的後果。
吉里百合音（よしざと ゆりね，Yoshizato Yuria）
熊本東薙刀社二年級社員，唯奈步是瞻的冰霜美人，雖非出身正統，但實力不亞於奈步。
講究「致勝」的武道，而與奈步「力與美」的理念背馳。體會島田的求勝迫切，又目睹其徒勞無章，特將訣竅傳授之，豈料令其沖犯逆鱗，陡生乖戾之心。
島田十和（しまだ とわ，Shimada Towa）
熊本東薙刀社一年級社員。原頗被奈步器重，但被憧憬的她羞辱後，性情丕變，挑釁成風，誓要登上熊本東的頂峰。
荻久子（おぎ ひさこ，Ogi Hisako）
熊本東薙刀社二年級社員。
木庭遙（こば はるか，Koba Haruka）
熊本東薙刀社二年級社員。
正木愛子（まさき あいこ，Masaki Aiko）
熊本東薙刀社二年級社員，全國大賽前退社。
穗山美沙（ほやま みさ，Hoyama Misa）
熊本東薙刀社一年級社員，備受期望的新戰力。

### 弦平高校薙刀社
位於香川縣的高中，足以與熊本東分庭抗禮的豪強名校。薙刀社已有80年歷史。
俵里緒（たわら りお，Tawara Rio）
弦平薙刀社主將，視戶井田奈步以外皆雜魚，敗給二坂後，始知「雜魚」亦不容小覷。
中村真禮（なかむら まれ，Nakamura Mare）
弦平薙刀社社員，自認實力不足而推薦俵擔任主將。
糸川美保（いとかわ みほ，Itokawa Miho）
弦平薙刀社社員，被評為無責任感。
大葉由佳里（おおば ゆかり，Ohba Yukari）
弦平薙刀社社員。
林朱莉（はやし あかり，Hayashi Akari）
弦平薙刀社社員。

### 出雲英豐高校薙刀社
位於島根縣的高中，僅以三人精銳披靡全國大賽，社員們以丟沙包來培養集中力。
菊野芳江（きくの よしえ，Kikuno Yoshie）
出雲英豐薙刀社社員。
佐來光里（さらい ひかり，Sarai Hikari）
出雲英豐薙刀社社員。
銀城純華（ぎんじょう すみか，Ginjou Sumika）
出雲英豐薙刀社社員。
天羽靜子（あまは しずこ，Amaha Shizuko）
出雲英豐薙刀社監督，靖子的大學後輩。當年因傷而無緣全國大賽，竟致被迫引退，自此而與靖子互生芥蒂。

### 江東區聯盟
都川實里（とがわ みのり，Togawa Minori）
桐明女高一年級生，江東區聯盟一員，真春的舊識。典型的江戶之子，性格直言不諱，實力媲美真春，一心要在個人賽取勝，對團體賽嗤之以鼻。
村上沙也（むらかみ さや，Murakami Saya）
東南高校一年級生，江東區聯盟一員。性格篤厚，比賽時常抱消極心態，致使無法發揮實力，不過在新人賽中，意外展現積極求勝的一面。
一談到喜歡的偶像，便會滔滔不絕。
橫手真希（よこて まき，Yokote Maki）
江東區聯盟一員。
北川（きたがわ，Kitagawa）
聯盟指導老師，難以苟同小旭等在新人賽中的平局策略。

### 其他
壽慶（じゅけい，Jyukei）
白瀧院的住持。持有薙刀教士段位的比丘尼，為集訓的二坂學生施行斯巴達指導。
林（いくりん，Ikurin）
白瀧院副住持。藹然可親的比丘尼，負責提供三餐。
田所（たどころ，Tadokoro）
升段審查老師，發覺小旭的潛能。壽慶的陳年怨友，直呼其俗名「慶子」。
河丸攝（かわまる せつ，Kawamaru Setsu）
武園高校二年級生。如武士般達觀進取，其實身患哮喘痼疾，為防病發而練就速戰速決的實力，出手瞬間便能確中對手破綻。外柔內剛，討厭因病受到憐憫。
島屋瑠璃子（しまや るりこ，Shimaya Ruriko）
群馬縣大田女高主將，小旭初次以脇構技奪得先機的對手。
山本律子（やまもと りつこ，Yamamoto Ritsuko）
將子昔日的劍道同伴，見將子為過往敗績束縛，並與己漸行漸遠，覺得不忍的她向其坦然致歉後，彼此得以釋懷。

## 出版書籍
| 集數 | 小學館         | 小學館                 | 東立出版社    | 東立出版社            |
| 集數 | 發售日期       | ISBN                   | 發售日期      | ISBN                  |
| ---- | -------------- | ---------------------- | ------------- | --------------------- |
| 1    | 2011年5月3日   | ISBN 978-4-09-183798-1 | 2013年1月7日  | ISBN 978-986-317658-9 |
| 2    | 2011年8月3日   | ISBN 978-4-09-183899-5 | 2013年1月7日  | ISBN 978-986-317659-6 |
| 3    | 2011年11月2日  | ISBN 978-4-09-184119-3 | 2013年4月12日 | ISBN 978-986-317660-2 |
| 4    | 2012年3月2日   | ISBN 978-4-09-184260-2 | 2013年5月28日 | ISBN 978-986-317661-9 |
| 5    | 2012年6月2日   | ISBN 978-4-09-184510-8 | 停止出版      | 停止出版              |
| 6    | 2012年9月4日   | ISBN 978-4-09-184649-5 | 停止出版      | 停止出版              |
| 7    | 2012年12月5日  | ISBN 978-4-09-184766-9 | 停止出版      | 停止出版              |
| 8    | 2013年4月3日   | ISBN 978-4-09-185025-6 | 停止出版      | 停止出版              |
| 9    | 2013年8月4日   | ISBN 978-4-09-185344-8 | 停止出版      | 停止出版              |
| 10   | 2013年12月4日  | ISBN 978-4-09-185662-3 | 停止出版      | 停止出版              |
| 11   | 2014年4月2日   | ISBN 978-4-09-186026-2 | 停止出版      | 停止出版              |
| 12   | 2014年8月4日   | ISBN 978-4-09-186305-8 | 停止出版      | 停止出版              |
| 13   | 2014年11月4日  | ISBN 978-4-09-186509-0 | 停止出版      | 停止出版              |
| 14   | 2015年3月4日   | ISBN 978-4-09-186780-3 | 停止出版      | 停止出版              |
| 15   | 2015年6月3日   | ISBN 978-4-09-187019-3 | 停止出版      | 停止出版              |
| 16   | 2015年9月2日   | ISBN 978-4-09-187170-1 | 停止出版      | 停止出版              |
| 17   | 2015年12月5日  | ISBN 978-4-09-187330-9 | 停止出版      | 停止出版              |
| 18   | 2016年3月5日   | ISBN 978-4-09-187468-9 | 停止出版      | 停止出版              |
| 19   | 2016年6月4日   | ISBN 978-4-09-187615-7 | 停止出版      | 停止出版              |
| 20   | 2016年9月4日   | ISBN 978-4-09-187769-7 | 停止出版      | 停止出版              |
| 21   | 2016年12月5日  | ISBN 978-4-09-189230-0 | 停止出版      | 停止出版              |
| 22   | 2017年3月5日   | ISBN 978-4-09-189369-7 | 停止出版      | 停止出版              |
| 23   | 2017年6月5日   | ISBN 978-4-09-189508-0 | 停止出版      | 停止出版              |
| 24   | 2017年9月17日  | ISBN 978-4-09-189635-3 | 停止出版      | 停止出版              |
| 25   | 2018年2月4日   | ISBN 978-4-09-189784-8 | 停止出版      | 停止出版              |
| 26   | 2018年5月2日   | ISBN 978-4-09-189861-6 | 停止出版      | 停止出版              |
| 27   | 2018年8月4日   | ISBN 978-4-09-860046-5 | 停止出版      | 停止出版              |
| 28   | 2018年11月30日 | ISBN 978-4-09-860136-3 | 停止出版      | 停止出版              |
| 29   | 2019年2月28日  | ISBN 978-4-09-860222-3 | 停止出版      | 停止出版              |
| 30   | 2019年5月30日  | ISBN 978-4-09-860285-8 | 停止出版      | 停止出版              |
| 31   | 2019年9月30日  | ISBN 978-4-09-860407-4 | 停止出版      | 停止出版              |
| 32   | 2020年1月30日  | ISBN 978-4-09-860527-9 | 停止出版      | 停止出版              |
| 33   | 2020年5月29日  | ISBN 978-4-09-860619-1 | 停止出版      | 停止出版              |
| 34   | 2020年9月30日  | ISBN 978-4-09-860710-5 | 停止出版      | 停止出版              |

## 真人電影
2017年9月22日於日本上映，主演是西野七瀬（乃木坂46），於2017年12月8日在台灣正式上映。

### 演員
- 東島旭 - 西野七瀬（乃木坂46）
- 八十村將子 - 櫻井玲香（乃木坂46）
- 紺野櫻 - 松村沙友理（乃木坂46）
- 宮路真春 - 白石麻衣（乃木坂46）
- 野上繪里 - 伊藤万理華（乃木坂46）
- 大倉文乃 - 富田望生（日语：富田望生）
- 一堂寧寧 - 生田繪梨花（乃木坂46）
- 水野沙織 - 松本妃代
- 大友明子 - 岡野真也（日语：岡野真也）
- 井上淳子 - 江田友莉亞
- 栗田紀子 - 紀咲凪
- 豬又惠 - 北原帆夏
- 寒河江純 - 樋口柚子（日语：樋口柚子）
- 的林鶫 - 緒方桃（日语：緒方もも）
- 三須英子 - 宮田祐奈
- 安藤真琴 - 松田佳央理
- 旭的同班同學 - 中田花奈、齊藤優里（乃木坂46）
- 小林老師 - 中村倫也
- 宮路夏之 - 森永悠希
- 依田理事 - 角替和枝（日语：角替和枝）
- 壽慶 - 江口德子

### 工作人員
- 劇本、導演：英勉（日语：英勉）
- 原作：小崎亞衣
- 音樂：未知瑠
- 製作：大田圭二、水野道訓、高木伸二、北川謙二、秋元伸介、久保雅一
- 執行製作：古澤佳寛
- 企劃、製作：上野裕平
- 製作人：金森孝宏、梶原富治、林辰郎
- 製作總指揮：田村豐
- 製作協助：岡本順哉
- 原作協助：Big Comic Spirits編輯部（坪内崇、生川遥）
- VFX：谷内正樹
- 副導演：長野晉也
- 角色設定：安達敬一
- 特別協助：公益財團法人全日本薙刀聯盟
- 特別贊助：Galax
- 製作：電影「薙刀社青春日記」製作委員會（東寶、日本索尼音樂、乃木坂46合同會社、Y&N Brothers、小學館）
- 製作公司：ROBOT
- 出品：東寶映像事業部

### 主題曲
乃木坂46《及時行事》（日语：／ Itsukadekirukarakyōdekiru）
作詞：秋元康、作曲・編曲：Akira Sunset / 京田誠一
發行：Sony Music Records（N46Div.）

### 拍攝地點
- 櫻丘伊呂波坂：位於京王電鐵京王線聖蹟櫻丘車站附近。
- 櫻步道橋：位於京王電鐵相模原線南大澤站附近。
- 小山内裏公園：位於東京都町田市與八王子市之間，京王電鐵相模原線多摩境站附近。
- 三眼山公園：位於東京都町田市小山町。
- 拉麵食堂「英福」：位於JR南武線矢川站附近。
- 内船寺：位於山梨縣南巨摩郡南部町。
- 水元公園：位於東京都葛飾區。
- 京王電鐵競馬場線府中競馬正門前站
- 京王電鐵京王線飛田給站

### 提名記錄
| 年份   | 受賞式           | 獎項   | 提名者   | 結果 |
| ------ | ---------------- | ------ | -------- | ---- |
| 2017年 | 第42回報知電影獎 | 新人賞 | 西野七瀨 | 提名 |

## 舞台劇
2017年5月20日起上演，主演是齋藤飛鳥（乃木坂46）。

### 演員
- 東島旭 - 齋藤飛鳥（乃木坂46）
- 八十村將子 - 井上小百合（乃木坂46）
- 紺野櫻 - 新內真衣（乃木坂46）
- 宮路真春 - 若月佑美（乃木坂46）
- 野上繪里 - 生駒里奈（乃木坂46）
- 大倉文乃 - 下司尚實
- 一堂寧寧 - 堀未央奈（乃木坂46）
- 寒河江純 - 衛藤美彩（乃木坂46）
- 的林鶇 - 北野日奈子（乃木坂46）
- 三須英子 - 小山雲母
- 安藤真琴 - 萩原麻乃
- 宮路夏之 - 七瀨公（日语：七瀬公）
- 森拓馬 - 大音智海
- 壽慶 - 真琴翼（日语：真琴つばさ）
- 林 - 白勢未生
- 小林先生 - 石井一彰（日语：石井一彰）
- 福留靖子 - 則松亞海（日语：則松亜海）

## 外部連結
- 映画＆舞台『あさひなぐ』公式Twitter的X（前Twitter）
- （日語）電影《薙刀社青春日記》官方網站